# Anapana Samyutta
Ānāpāna Samyutta är det 54:e kapitlet, eller samyuttan, i  Samyutta Nikāya, den tredje av de fem nikayor, eller samlingar, som ingår i Suttapitaka. Samyuttan ingår i nikayans femte och sista del Maha-vagga (Kapitel 45-56) och behandlar som framgår av namnet antyder ānāpānasati, tekniken för andning med  medveten närvaro. Det är en meditationsteknik som Buddha lärde ut i ett flertal sutror (pali sutta; sanskrit sutra) och en vanlig meditationsteknik inom olika grenar av buddhismen – tibetansk buddhism, Zen, Tiantai och theravadabuddhism – men även inom västerländska program för mindfulness.

## Samyuttans innehåll och struktur[1]
Bland sutrorna i denna samyutta kan särskilt nämnas:
- Sutra nr 6 Arittha Sutta — i vilken Buddha förklarar att det för att lyckas med meditation inte räcker med mindfulness, utan också krävs att man utvecklar särskilda förmågor.
- Sutra nr 8 Dipa Sutta — “Lampans sutra” i vilken fastslås att oavsett hur avancerad man blir i sitt meditationsutövande är grundprincipen densamma: att fortsätta utveckla och underhålla den medvetna närvaron i sin andning.
- Sutra nr 9 Vesali Sutta — som redogör för hur meditation genom andning i medveten närvaro klargör de underliggande syftena med även andra meditationsövningar.
- Sutra nr Ananda Sutta — där Buddha berättar för Ananda hur anapanasati i steg leder till det fullständiga uppvaknandet.

## Andra texter om anapanasati
Anapanasati finns utförligt behandlat i två av de nikayor, eller samlingar, som ingår i Suttapitaka, vilken är en av ”de tre korgarna” i Tipitaka. Dels i denna sutta, kapitel 54, i Samyutta Nikaya, dels i Ānāpānasati Sutta, sutra nummer 118 i Majjhima Nikāya. Tekniken behandlas också i Kayagata-sati Sutta, i Majjhima Nikayas sutra nummer 119, i Maha-satipatthana Sutta, i Digha Nikayas sutra nummer 22 och Satipatthana Sutta i Majjhima Nikayas sutra nummer 10.
Samyutta Nikāya överensstämmer i innehåll med Samyukta Āgama, som ingår i Sutra Pitikas från theravadabuddhismens palikanon. Sålunda motsvaras Anapana Samyutta där av Annabannanian Xiangying.

## Etymologi
Det sammansatta ordet ānāpānasati kommer av "sati", som betyder mindfulness, och "ānāpāna" som härleds till inandning och utandning. "Samyutta" betyder förbundna och i detta sammanhang förbundna kapitel.  Ānāpāna-samyutta betyder alltså ungefär ”De förbundna kapitlen om andning”.